# Axel Erlandson

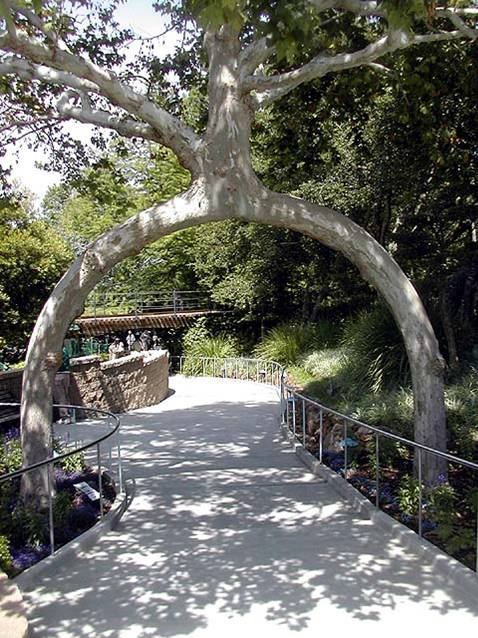
Two Leg Tree (Tvåbensträd)

Axel Erlandson, född 15 december 1884 i Halland, död 28 april 1964 i Capitola i Kalifornien i USA, var en svenskamerikansk lantbrukare som blev känd för sin trädskulptering. Han öppnade 1947 trädgårdsparken "The Tree Circus", som marknadsfördes med orden "Se världens märkligaste träd här". De flesta av träden står numera i Gilroy Gardens i Kalifornien.

## Biografi
Axel Erlandson var son till Alfred Erlandson (1850–1915) och Kristina Larsson (1844–1922). Han hade två äldre bröder, Ludwig (1879–1957) och Anthon (1881–1970), samt en yngre syster, Emma (gift Swanson; 1885–1969). Familjen emigrerade från Halland till USA 1886. De bosatte sig i New Folden Township, Marshall County, Minnesota, där hans far livnärde sig som bonde och byggnadsarbetare. Familjen drev samtidigt en kalkugn och producerade bränd kalk. 1902 flyttade familjen tillsammans med några andra svenska familjer till missionskyrkans koloni Hilmar i Kaliforniens bördiga Central Valley.
Axel Erlandson och hans hustru Leona gifte sig 1914 och fick en dotter tillsammans, Wilma. De bodde utanför Hilmar där de odlade marken. Axel observerade naturlig okulering i sin häck. Det inspirerade honom, och 1925 började han skulptera träd för att underhålla familjen. Han designade skulpturer på papper och började sedan plantera träden, ansa, ympa och böja dem efter ritningarna. Denna hobby blev aldrig känd utanför den närmaste umgängeskretsen. Han utvecklade sina metoder under flera decennier och ansåg dem vara hans affärshemligheter. När barn frågade honom hur han fick träden att växa så där svarade han att han talade med dem.

## Parkerna

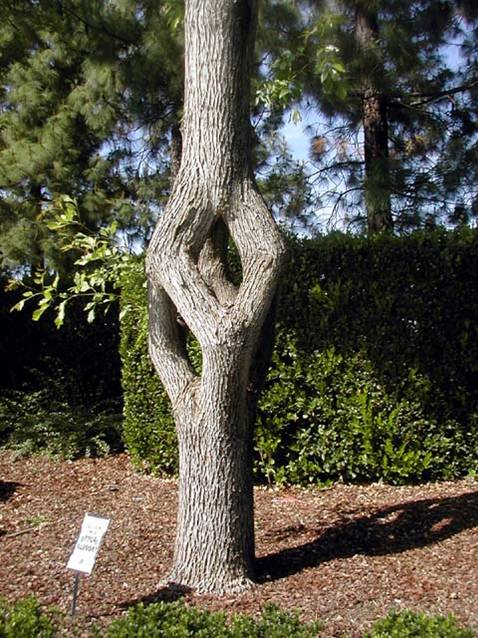
Cube Tree (Kubträd)

### The Tree Circus
1945 besökte Erlandsons hustru och dotter kusten nära Santa Cruz. Där såg de att folk betalade för att se attraktioner som lustiga hus i Mystery Spot. När de kom hem nämnde de för Axel att hans träd nog skulle locka många betalande besökare om de fanns där turisterna var. Axel köpte ett mindre markområde i Scotts Valley, vid vägen mellan Santa Clara-dalen och havet. Han flyttade dit några av sina bästa träd och planterade några nya, bland annat korgträdet som består av sex plataner. Han kallade attraktionen The Tree Circus (’Trädcirkusen’). Den öppnade 1947. Erlandson bjöd i juni samma år in Robert Ripley att besöka parken. Sedan dess har träden varit med i faktaserien Ripley's Believe It or Not! tolv gånger. Parken var också med i en bildspecial i Life Magazine i januari 1957. Men besökarna var få, delvis till följd av att trafiken flyttade till den nya motorvägen.

### The Lost World
Erlandson sålde marken 1963 till Larry och Peggy Thompson för 12 000 dollar. Han arbetade kvar som trädgårdsmästare fram till sin död året därpå. Paret Thompson byggde ut parken med 25–30 fullskalemodeller av olika dinosaurier och bytte namn på den till "The Lost World" (Den förlorade världen). Erlandsons Tree Circus fick det nya namnet "The Enchanted Forest" (Den förtrollade skogen). Maken Larry dog dock innan den ombyggda parken hann öppna. Peggy, som nu var ensamstående med tre små barn, lyckades ändå öppna och driva parken under några år innan hon sålde den.
Efterföljande ägare kom och gick. 1977 köptes fastigheten av Robert Hogan för andra ändamål och träden planerades att jämnas med marken. En ung arkitekt vid namn Mark Primack började dokumentera träden och deras bakgrund, och fick anslag för fortsätta det arbetet innan det var för sent. Landskapsarkitekten Joseph Cahill betalade Hogan 12 000 dollar för träden och fick två och ett halvt år på sig att flytta dem. Lokalbefolkningen motsatte sig flytten och motarbetade Cahill och Primack. I slutändan gick Hogans planer i stöpet och träden fick leva kvar.

### Bonfante Gardens
1985 köpte Michael Bonfante träden från Hogan och planterade 24 av dem i sin nya nöjespark, Bonfante Gardens (numera Gilroy Gardens), i Gilroy i Kalifornien.
Bevarade döda träd finns i dag på Museet för konsthistoria i Santa Cruz. "Telephone Booth Tree" (Telefonkioskträd) finns permanent utställd på American Visionary Art Museum i Baltimore i Maryland.